# Långbrosbodarna
Långbrosbodarna este o arie protejată (arie de protecție specială avifaunistică — SPA) din Suedia întinsă pe o suprafață de 264,4 ha, integral pe uscat.

## Localizare
Centrul sitului Långbrosbodarna este situat la coordonatele 61°29′21″N 16°48′09″E / 61.4893°N 16.8025°E.

## Înființare
Situl Långbrosbodarna a fost declarat arie de protecție specială avifaunistică în iulie 2000 pentru a proteja 7 specii de animale.

## Biodiversitate
Situată în ecoregiunea boreală, aria protejată nu include niciun habitat protejat.
La baza desemnării sitului se află mai multe specii protejate de  păsări (7): cocoșul de mesteacăn (Bonasa bonasia), ciocănitoare neagră (Dryocopus martius), ciocănitoare de munte (Picoides tridactylus), ciocănitoare verzuie (Picus canus), sitar de pădure (Scolopax rusticola), cocoșul de mesteacăn (Tetrao tetrix tetrix),  cocoș de munte (Tetrao urogallus).